# Přítoky (tvrz)
Přítoky jsou částečně dochovaná tvrz ve stejnojmenné vesnici západně od Kutné Hory ve Středočeském kraji. Vznikla jako správní sídlo kutnohorského hospodářského dvora, ale od začátku šestnáctého století sloužila jako vrchnostenské sídlo panství rodu Maternů z Květnice. Během třicetileté války tvrz získali jezuité, kteří ji využívali jen k hospodářským účelům. Po zrušení řádu byla tvrz upravena na dva obytné domy, které jsou chráněny jako kulturní památka.

## Historie
Vesnice Přítoky byla koncem čtrnáctého století rozdělena na dva díly. Jeden z nich patřil kutnohorským měšťanům, kteří ve vsi vlastnili také hospodářský dvůr, u kterého vznikla gotická tvrz. První písemná zmínka o ní pochází z roku 1454, kdy ji Jan Soukeník prodal Janovi Malškorubskému. V roce 1462 byl držitelem tvrze pražský kupec Jan Gebhart, který ji od Jana Malškorubského získal namísto splátky dluhu. V roce 1501 Voršila Cihelníková, vdova po Janu Gebhartovi, prodala dvůr Přítoka s příslušenstvím Václavu Maternovi z Květnice. Od té doby se majitelé dvora řídili zemským právem, namísto dosavadního práva městského šosu.
Maternové z Květnice tvrz přestavěli v renesančním slohu. Okolo roku 1530 ji vlastnil Václavův syn Jindřich, který zemřel v roce 1537. Majetek po něm zdědili synové Adam a Jindřich, kteří po roce 1550 s Kutnou Horou vedli spory o placení poplatku městskému špitálu, stanovenému už na konci čtrnáctého století. Adam Materna zemřel v roce 1590 a statek převzal jeho synovec Bernart. Zemřel nejpozději v roce 1613. Z několika jeho dětí Přítoky zdědil Adam Materna, který je roku 1622 prodal Ladislavovi Hrobčickému z Hrobčic. Za svůj podíl na stavovském povstání v letech 1618–1620 byl odsouzen ke konfiskaci třetiny majetku. Přišel tak o svůj Čestín, Přítoky a majetek v Bylanech. Oba statky koupil Albrecht Libštejnský z Kolovrat a roku 1630 nebo 1631 je prodal tvrz se dvorem a ovčínem kutnohorské jezuitské koleji.
Jezuité Přítoky spravovali ze svého křesetického statku a tvrz od té doby sloužila k ubytování správce dvora a hospodářským účelům. Po zrušení řádu byl dvůr v osmdesátých letech osmnáctého století rozparcelován a tvrz rozdělena na dva domy (čp. 1 a 3).

## Stavební podoba

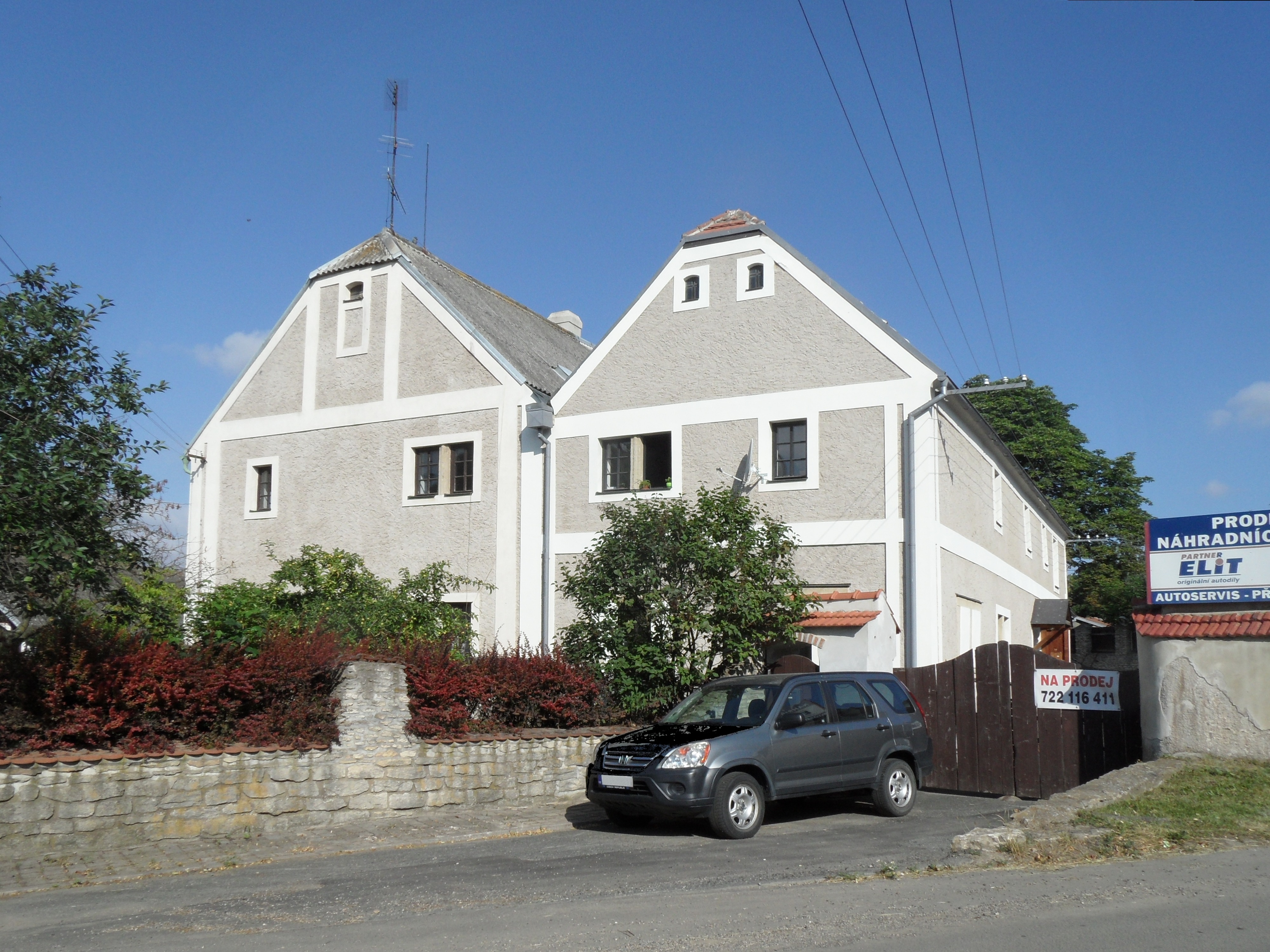
Průčelí obou domů (čp. 3 vlevo)

Budova renesanční tvrze se dochovala ve zdivu domů čp. 1 a 3. Stavba prošla v osmnáctém století, kolem roku 1910 a ve třicátých letech dvacátého století úpravami, které ji vtiskly dochovanou podobu. Byly zřízeny nové vchody, vestavěno schodiště do prvního patra, původní střecha byla nahrazena dvěma polovalbovými střechami. Dům čp. 1 má střechu z bobrovek, zatímco čp. 3 z eternitu. Z původní gotické tvrze se zachoval jen sklep západně od obou domů a nepatrné terénní reliky příkopů a valů.
Hladké fasády domů jsou členěné štukovými pásy a okny orámovanými šambránami. Dům čp. 3 má štít členěný lizénami. Některá okna mají původní renesanční ostění. V interiéru se v přízemních prostorách dochovaly valené klenby s lunetami a hřebínky, portály, stupně schodiště nebo trámový záklopový strop v prvním patře.